# كفر الصارم البحري
كفر الصارم البحري إحدى قرى مركز سمنود التابع لمحافظة الغربية بجمهورية مصر العربية.

## التاريخ
تكون الكفر في العهد العثماني فصلًا عن سمنود باسم كفر الصارم وأضيفت له البحري تمييزًا عن كفر الصارم القبلي الذي بمركز زفتى، ذكرت القرية في تعداد 1882 من توابع مركز طلخا، ثم نقلت إلى مركز المحلة الكبرى فلما أنشئ مركز سمنود سنة 1935 ألحقت به.

## السكان
بلغ عدد سكان كفر الصارم البحري 7591 نسمة حسب تقدير عام 2018.
| السنة  | 1882 | 1897 | 1907 | 1927 | 1947 | 1960 | 1976 | 1986 | 1996 | 2006  | 2018 |
| ------ | ---- | ---- | ---- | ---- | ---- | ---- | ---- | ---- | ---- | ----- | ---- |
| القرية | 1034 | 1232 | 1435 | 1269 | 1512 | 2065 | 2891 | 3885 | 4743 | 5,565 | 7591 |